# Chung Jae-hun
Chung Jae-hun (auch Jeong Jae-heon; * 1. Juni 1974 in Daegu) ist ein ehemaliger südkoreanischer Bogenschütze.

## Spielerkarriere
Chung nahm an den Olympischen Spielen 1992 teil und gewann im Einzel die Silbermedaille. Im Mannschaftswettbewerb belegte er Rang 5.
Er trat nach 1992 aus der Nationalmannschaft zurück, nachdem er mehrfach unerlaubt das Taereung National Training Center verlassen hatte. Er wurde daraufhin für ein Jahr gesperrt, aber kehrte vor 1994 wieder in den Sport und auch ins Taereung National Training Center zurück.
1997 wurde er Indoor-, 2005 Outdoor-Weltmeister mit dem Recurvebogen. Außerdem gewann er mit der Mannschaft bei den Asienspielen 1994 die Goldmedaille.

## Trainerkarriere
Nach seinem Rücktritt vom professionellen Bogensport wurde Chung Jae-hun Trainer. An den Olympischen Sommerspielen 2012 in London war er Nationaltrainer der Bogenschützen aus den Philippinen. Später wurde er Direktor des Bogenschützenbüros in Jung-gu, Daegu. Aufgrund der Verschiebung der Olympischen Sommerspielen 2020 auf 2021 wurde Chung zum Trainer der südkoreanischen Herren-Nationalmannschaft ernannt. In einem Interview erklärte Chung Jae-hun, dass die Erwartungshaltung mit der südkoreanischen Auswahl eine völlig andere sei, als 2012 mit den Philippinen. Das Ziel der philippinischen Athleten war die Teilnahme, während Südkorea mit beiden Geschlechtern Medaillen erwartete. Das südkoreanische Herrenteam war erfolgreich und Kim Je-deok gewann mit 17 Jahren in drei Disziplinen Gold, wodurch er Chung Jae-hun als jüngsten südkoreanischen Medaillengewinner im Bogenschießen an den Olympischen Spielen ablöste.